# Joventut
|  | Per a altres significats, vegeu «Joventut (revista)». |

La joventut és l'etapa de la vida entre la infància i l'edat adulta. Inclou l'adolescència però és un període més llarg, si bé indeterminat i amb límits variables que depenen de cada cultura. Les Nacions Unides, per exemple, la fixen entre els 15 i els 24 anys d'una persona. El dia mundial de la joventut és el 12 d'agost.
La sociologia lliga a aquesta etapa fets com l'emancipació del nucli familiar parental, l'entrada en la majoria d'edat (amb conseqüències com la responsabilitat penal plena o el dret a votar) i l'accés al món laboral o a una formació especialitzada. També és una època marcada per l'hedonisme.
La joventut està associada a desig de canvi, a la recerca de la pròpia personalitat i a vitalitat. En aquest sentit s'oposa a la vellesa i connota aspectes com salut, bellesa, esperança o oportunitats. En diverses obres de ficció apareix la poció o elixir de l'eterna joventut (o de la immortalitat), que sembla provenir del culte al Sant Graal i de mites relacionats.
Quan es parla de la joventut es fa des d’una perspectiva determinada. Aquesta perspectiva pot ser explícitament reconeguda i assumida o bé implícita, convé tenir clar des de quins plantejaments s'actua. La perspectiva des d’on explicar la joventut com a realitat social definirà en gran part l’orientació de les polítiques que es construeixen per a aquest col·lectiu.

## Dimensions d'anàlisi

### El concepte de joventut: la dimensió simbòlica[2]
La sociologia de la joventut ha generat, en els últims anys tres corrents d’interpretació d’aquesta condició social: d’una banda, aquelles que tendeixen a atorgar a aquesta etapa de la vida un sentit de plenitud de significat, que és, a més, generador de continguts propis d’autonomia i cultura. Podríem denominar aquestes perspectives com a juvenilistes en la mesura en què donen sentit a aquesta etapa des de la mateixa joventut.

#### La joventut com a etapa plena
La joventut és una etapa plena de la vida, definida en positiu a partir de l’autonomia individual i el desig de multiplicar experiències vitals. Aquesta nova etapa s'ha constituït a partir del benestar, l’allargament del període d’estudis i l'endarreriment de l'emancipació. En aquest context postindustrial, els processos més destacats són els que afecten les identitats individuals, principalment a través de la cultura, el consum i l’oci. La nova condició juvenil, doncs, no es defineix en negatiu, a partir d’allò que els joves no tenen i que els adults posseeixen tradicionalment: feina, habitatge i una família pròpia. Per tant, la joventut no s'ha d’entendre com un procés de transició a la vida adulta, sinó com una etapa plena en què la principal raó de ser és gaudir de les experiències per tal de construir la pròpia identitat.
D’altra banda, un altre corrent, el configuren les perspectives que hem anomenat adultocràtiques, que interpreten la joventut com un procés de transició a la vida adulta. Des d’aquesta perspectiva, allò que caracteritza la joventut és el procés pel qual es passa de la infància a la vida adulta, és a dir, l’adquisició progressiva de responsabilitats (econòmiques, laborals, conjugals, reproductives, etc.) pròpies de la vida adulta. Es tracta, per tant, d’una perspectiva molt adultocèntrica, en què la condició d’adult origina la interpretació de la condició de jove.
La joventut com a transició 2)
La joventut és una etapa de transició que consisteix en el pas de la infantesa a la vida adulta. Quan les persones neixen, la dependència respecte als adults és total. “Fer-se gran” és un procés d’adquisició d’autonomia plasmat en la maduració biològica i psicològica, però també en l’adquisició dels recursos formatius, laborals, domiciliaris i econòmics que permeten aquesta autonomia. En aquest sentit, podem afirmar que la joventut és el període en què els joves s'emancipen de la família i aconsegueixen l’autonomia característica dels adults. Hem de tenir en compte, però, que no hi ha un únic model de transició per a tots els joves, sinó que en una mateixa societat hi ha diferents tipus de transició (que depenen de la classe social i d'altres eixos de desigualtat, com el gènere o l’ètnia). El tipus de transició també varia en funció de cada societat i segons el rol assumit per l’Estat.
Aquesta dualitat (juvenilisme-adultocràcia) perfila un continuum en què es poden ubicar les diferents perspectives de la sociologia de la joventut, algunes de les quals agafen elements d’ambdós extrems a la recerca d’un cert equilibri, on s'ubicaria aquesta tercera perspectiva a la qual hem fet referència, la de la ciutadania.
La joventut com a ciutadania 3)
La joventut és una etapa de ciutadania, en què les persones adquireixen i posen en pràctica els drets i deures socials. La joventut no es defineix com allò que no és, sinó com allò que és: el procés a través del qual cada persona defineix el seu projecte vital dins el context social. En el context actual (caracteritzat per la precarietat laboral, les dificultats d’accés a l’habitatge, l’afebliment de la protecció social, etc.) hi ha una major diversitat de trajectòries i, al mateix temps, majors dificultats per posar en pràctica l'exercici de la plena ciutadania. Per tant, la qüestió de fons no és tant aconseguir la independència que suposadament defineix els adults, sinó poder accedir als recursos socials, polítics, econòmics i culturals necessaris per exercir la ciutadania. Així, podem dir que el que converteix els joves en ciutadans no és la possessió d’una sèrie de drets sinó activar- los en la pràctica.
Més enllà d’aquestes aproximacions més sociològiques, totes les administracions públiques necessiten una conceptualització prèvia d’allò que pugui ser entès com a joves, que serveixi de base per a la seva intervenció i/o (simultàniament) justifiqui les polítiques portades a terme.
D’una banda, partim de la base que la joventut, des de la perspectiva de l’Administració pública, és —i ha de ser entesa principalment com— una categoria político-administrativa més que no sociològica que ens ha de permetre:
- identificar un conjunt de necessitats
- respondre a un conjunt de problemes
- agregar les necessitats i els problemes comuns a determinades categories de persones per tal de proporcionar una resposta coherent a allò que s'ha d’entendre per joves i joventut, i prendre decisions, entre d'altres qüestions, sobre les franges d’edat que comprenen.

Però, alhora que el concepte de joventut pot ser interpretat com a motor en la configuració i el canvi de les polítiques públiques, també pot ser vist — i de fet ha estat utilitzat— com a paradigma justificatiu de l’statu quo d’aquestes polítiques. Volem dir amb això que quan s'han pres com a referència la base reflexiva d’una teoria sociològica o d’una altra, aquesta ha estat utilitzada:
- tant de punt de partida per a la incorporació dinàmica de noves polítiques
- com a justificació i principi legitimador de les polítiques de joventut que efectivament s'acaben portant a terme.

Tant en un cas com en l’altre es palesa el caràcter eminentment polític de la conceptualització administrativa de joventut 4)

### La dimensió substantiva: els continguts de les polítiques de joventut[2]
A més de les diferents opcions que es poden prendre en el pla discursiu (com definim el concepte de joventut), es pot establir una agenda de polítiques (de què s'ocupen les polítiques de joventut).
En els últims anys s'han anat diferenciant i singularitzant, bàsicament, dos paradigmes: les polítiques de la transició i les polítiques afirmatives. Les primeres abasten un espectre temàtic molt ampli, però centren el seu focus d’atenció en els processos d’inclusió social i adquisició de responsabilitats, i, en aquest sentit, construeixen l’agenda al voltant de polítiques nuclears o centrals en la trajectòria vital (treball, habitatge, salut, educació, etc.). Les segones centren la seva atenció en els processos d’afirmació identitària (experimentació, creativitat, mobilitat, autonomia i participació), entenent que les polítiques nuclears de modificació de trajectòria són, de fet, les polítiques socials universals i, per tant, no poden considerar-se polítiques de joventut.
Des de les perspectives de la transició, les anàlisis de la joventut i les definicions consegüents de les polítiques dirigides a aquest col·lectiu han topat tradicionalment amb la dificultat d’establir una base conceptual no adultocràtica, que pugui ser comprensiva i oberta a l’aprenentatge i al canvi social. D’aquesta manera, sovint s'ha tendit a definir la joventut com un objecte d’anàlisi i de polítiques públiques, des de la centralitat i la legitimació de la vida adulta i dels seus atributs ja preestablerts. Així, la joventut s'ha interpretat en negatiu, com una etapa la raó de ser de la qual és deixar d’existir com a tal per donar pas a la vida adulta, que s'interpreta com la del bon ciutadà o ciutadà complet. I al contrari, altres vegades les anàlisis juvenilistes i les polítiques afirmatives han partit d’una visió excessivament culturalista de la joventut, tot centrant l’aproximació en la cultura juvenil i el seu sentit d’afirmació identitària en contraposició amb la cultura adulta o establerta, i oblidant o deixant en segon pla els aspectes relatius a la posició en l'estructura social que ocupen les persones joves.
En coherència amb les perspectives analitzades anteriorment, es pot definir una agenda de polítiques centrada en aspectes nuclears (de modificació de trajectòria) o bé perifèrics (que incideixen en la qualitat de vida, però sense arribar a modificar les trajectòries vitals). De fet, històricament, les polítiques de joventut han alternat entre aquests dos pols, fins al moment actual, en què conviuen ambdues perspectives.
En els seus orígens, com veurem, les polítiques de joventut es trobaven exclusivament dirigides a qüestions perifèriques i totalment orientades des d’una perspectiva adultocràtica. D’aquí van evolucionar cap a perspectives menys adultocràtiques i més nuclears (tot desenvolupant el model que es coneix com a polítiques integrals Cursiva, que es manté fins a l’actualitat, encara que amb algunes modificacions). Finalment, i paral·lelament a les polítiques integrals, van sorgint les polítiques afirmatives, que tornen a centrar el focus en aspectes més perifèrics, tot i que parteixen d’una perspectiva juvenilista de la joventut.
Encara en el pla substantiu, les polítiques de joventut poden respondre a perspectives consensualistes o bé a perspectives conflictivistes. Les primeres assumeixen una visió de la societat des de l’ordre i el consens. Des d’aquesta perspectiva, les polítiques de joventut posen tota la cura a treballar per minimitzar els conflictes intergeneracionals i els derivats de les diferents ruptures socials i centren l'esforç en la integració social dels i de les joves. La perspectiva conflictivista, en canvi, parteix de l’assumpció del conflicte, no sols com a expressió inevitable i ineludible de la diversitat i la desigualtat socials, sinó com a font de canvi i creativitat i punt de partida necessari per a l’articulació de la cohesió social.
I, en conseqüència amb aquesta opció substantiva, les polítiques es poden orientar cap a la inserció social o a la generació de ciutadania crítica. De fet, i com veurem, la major part d’experiències polítiques en l’àmbit de la joventut s'han situat en perspectives clarament consensualistes.

### La dimensió operativa: l'articulació, els actors i la coordinació interinstitucional[2]
En el pla operatiu són bàsicament tres els elements que cal tenir en compte:
- l'articulació o organització de les polítiques
- els actors que intervenen en la seva definició i execució
- la coordinació entre les institucions que intervenen en un mateix territori

#### L'articulació
Pel que fa a com s'estructuren les polítiques dins de l’Administració, podem distingir entre:
- Una organització sectorial, quan les polítiques es duen a terme des d’una àrea que reuneix les competències i sense la implicació d'altres àrees.
- Una articulació interdepartamental, en la qual l’àrea que té les competències es relaciona amb les altres per coordinar accions conjuntes i socialitzar informació.
- Una organització transversal, quan es busca la implicació competencial de totes les àrees de govern en el disseny i en l'execució, independentment del fet que hi hagi un òrgan que coordini el procés i en faci un seguiment del procés. * Element de llista de pics

Com més integral sigui el concepte de les polítiques de joventut que s'hi vulgui aplicar, més transversal haurà de ser-ne l’articulació. És a dir, com més esferes hi hagi de la vida dels i de les joves sobre les quals considerem que les polítiques de joventut han d’actuar, més gran haurà de ser el grau de transversalitat requerit perquè aquesta actuació sigui efectiva.

#### Els actors
Un altre aspecte important que cal tenir present són els actors implicats en el disseny i l'execució de les polítiques. En aquest cas, podem identificar models basats en la centralització de les polítiques en un únic actor (l’Administració) o bé sustentats sobre la base d’un treball en xarxa, on diferents actors intervenen en els diferents processos de gestació i gestió de les polítiques de joventut. Aquesta combinació d’actors pot incorporar, a més, i com veurem, diferents administracions amb diversos nivells competencials si es treballa des d’una òptica interinstitucional.
Però, al marge dels actors institucionals, en la definició, la implementació i l’avaluació de les polítiques de joventut poden intervenir-hi també altres actors: associacions, consells de joventut, joves no associats, moviments socials, fundacions, cooperatives, etc.
Si bé els subjectes de la participació en polítiques de joventut poden ser diversos, les formes que aquesta pren són pràcticament infinites: des de l'enviament d’un correu electrònic a formar part d’un equip de govern, el ventall de possibilitats és molt ampli. No sempre l’objectiu final de modificar o influir en la realitat és explícit o s'ha fet conscient en aquests actors, però sempre hi és present.
Entre les múltiples formes de participació existents, podem diferenciar dos grans grups o dues grans formes, que no sempre es poden desvincular l’una de l’altra:
- L'acció directa: quan es fa una actuació o activitat.
- La interlocució: l’acció que busca dialogar per influir.

Al seu torn, són també múltiples els aspectes i les dimensions de les polítiques de joventut vers les quals es pot dirigir la participació. D’aquesta manera, els actors no institucionals que intervenen en l'elaboració i l'execució de les polítiques de joventut poden orientar la seva acció:
- Estrictament vers els temes de què s'ocupa l’àrea de joventut: de forma sectorial.
- En totes aquelles qüestions que afecten les persones joves, sigui quina sigui la seva organització o articulació administrativa: de forma transversal.

O bé es poden centrar en algun moment precís del procés polític:
- En el diagnòstic: identificació i anàlisi de problemes i necessitats.
- En la decisió i el disseny: en la determinació de les actuacions que cal impulsar per donar solució als problemes identificats.
- En la seva implementació o gestió: en la posada en pràctica de les actuacions.
- En l’avaluació: en l’anàlisi dels resultats i en la revisió de les fases anteriors.

#### La coordinació interinstitucional
De la mateixa manera que diferents tipus d'actors intervenen en les polítiques de joventut (administracions, associacions juvenils, joves, etc.), dins de la mateixa Administració es distingeixen diferents actors que, generalment, actuen de manera superposada en un mateix territori: les administracions locals (municipis, comarques, diputacions), les administracions autonòmiques i les administracions estatals.
A L’Estat espanyol, com veurem, les competències en matèria de joventut estan totalment transferides a les comunitats autònomes sense que aquestes les hagin transferit, al seu torn, als ens locals, de manera que aquests últims actuen sense competències. Això, pel que fa a les polítiques explícites de joventut, però no es pot oblidar que les polítiques implícites que afecten les condicions de vida de les persones joves són encara, en molt bona mesura, competència de l’Estat. Per això, ja que l’actuació de les diferents administracions es dona simultàniament i afecta la vida dels mateixos joves, és important que hi hagi mecanismes de coordinació i de col·laboració.
Fins a aquest moment, la veritat és que els esforços de coordinació interinstitucional en matèria de joventut han estat més aviat escassos. Sense cap ànim d’exhaustivitat (i conscients del fet que, probablement, se'ns escapa algun tipus de mecanisme), trobem diferents formes d’enfrontar la coordinació:
- La primera i més habitual consisteix en l’aprofitament en l’àmbit local dels diferents recursos oferts per les altres administracions, però sense una coordinació efectiva de les línies d’intervenció. En aquest cas, no és gens estrany trobar polítiques contradictòries que actuen en un mateix territori i, per tant, sobre unes mateixes persones joves.
- En segon lloc, trobem mecanismes de coordinació de top-down, en els quals les administracions de major nivell formulen mecanismes de coordinació que vinculen a les altres administracions.
- En tercer lloc, trobem el mètode obert de coordinació, que, des de fa un temps, la Unió Europea ha adoptat per coordinar els plans estatals que s'executen en determinades matèries. Es tracta d’un mètode que permet definir i redefinir marcs comuns d’actuació per a les polítiques que duen a terme els estats membres, tot respectant l’autonomia d’acció.
- Finalment, trobem algunes experiències de coordinació de bottom-up. Un bon exemple d’això són les mancomunitats de municipis, que s'agrupen per a la gestió de determinats serveis o programes per optimitzar recursos i resultats.

La coordinació interinstitucional en una tradició o cultura política de forta departamentalització, centralisme i partidisme s'enfronta a grans obstacles en el dia a dia.
A la lluita per les transferències i la gestió dels recursos, se li pot afegir, a més, l'existència de projectes polítics divergents, que dificulta una coordinació efectiva entre les comunitats autònomes i l’Estat, i també entre les comunitats autònomes i els ens locals.
D’altra banda, els ens locals, que han estat fins avui els grans protagonistes en el desenvolupament de les polítiques de joventut, continuen lluitant encara pel reconeixement d’aquesta tasca a través de la transferència de recursos i competències.
En aquest context, tot semblaria apuntar al fet que una coordinació de dalt a baix està condemnada al fracàs.

## Estudis sobre la joventut
La joventut s'ha convertit en un camp propi d'estudi que barreja un enfocament interdisciplinar, comprèn la psicologia, la sociologia, la cultura pop i altres ciències socials. Els focus d'estudi són:
- el poder jove (organitzacions polítiques i ciutadanes, participació social dels joves...)
- identitat jove (tribus urbanes, psicologia de grups...)
- economia jove (consumisme, paper de la publicitat, sous, despeses...)
- història del concepte de joventut
- criminalització dels moviments i activitats juvenils
- aprenentatge
- drets dels joves